# Witchcraft (Band)
Witchcraft ist eine 2000 gegründete schwedische Hard-Rock- und Traditional-Doom-Band aus Örebro.

## Geschichte

### Karriere
Witchcraft wurde 2000 von Magnus Pelander gegründet, nachdem dieser seine Tätigkeit für die Stoner-Doom-Band Norrsken beendet hatte. Den ersten Auftritt absolvierte die Band als Wicked Angel, den Namen änderte Pelander noch im ersten Jahr der Aktivität hin zu Witchcraft. 2002 veröffentlichte die Band ihre erste Single No Angel or Demon bei Primitive Art Records. Kurz darauf wurden sie von Rise Above Records, dem von Lee Dorrian geführtem Doom-Metal-Musiklabel, unter Vertrag genommen, wo schließlich 2004 das mit dem Bandnamen betitelte Debütalbum erschien. Pelander hatte Dorrian zuvor ein Exemplar der Single zugesandt und damit dessen Interesse an der Band geweckt. 2005 folgte das zweite Album Firewood und eine Split-EP mit Circulus. Im Herbst folgte eine US-Tour mit Danava, bei einem Auftritt in Washington trat der Pentagram-Sänger Bobby Liebling mit Witchcraft auf und sang zwei Pentagram-Lieder. Nach der Rückkehr von der US-Tournee spielte die Band die im November 2006 veröffentlichte Single If Crimson Was Your Colour ein. Das dritte Studioalbum, The Alchemist, wurde darauf folgend im Oktober 2007 kooperativ von Rise Above Records, Leaf Hound Records und Candlelight Records veröffentlicht. Im Anschluss erschien über Kemado Records eine Split-EP mit The Sword. Nachdem sich Magnus Pelander eine Weile Solotätigkeiten widmete, gab die Gruppe 2012 bekannt, den Vertragspartner gewechselt zu haben. Das vierte Studioalbum Legend erschien noch 2012 über den neuen Partner Nuclear Blast. 2015 folgte mit The Outcast eine weitere Single die neben dem eigenen Stück einen Coversong der Grunge-Band Nirvana enthielt. Nuclear Blast veröffentlichte 2016 das fünfte Studioalbum Nucleus.

### Besetzungsgeschichte
Die Musiker neben dem Sänger und Gitarristen Pelander wechselten in der Karriere der Gruppe häufig. Das einzig beständige Mitglied der Band blieb Pelander, dennoch räumte dieser seinen Mitmusikern ein, sich am Songwriting zu beteiligen, wodurch sich die Veröffentlichungen mit den Musikern wandelten. Der erste Auftritt wurde mit Ola (Bass) und Jens Henriksson (Schlagzeug) sowie mit John Hoyles (Gitarre) absolviert. Allerdings ging diese Besetzung unmittelbar nach dem Auftritt auseinander. Die Single wurde noch in dieser Besetzung eingespielt. Das Debüt nahm Pelander hingegen mit den Brüdern Mats (Bass) und Jonas Arnesén (Schlagzeug) auf. Mit der Veröffentlichung des Albums schied Mats Arnesén bereits wieder aus, um erneut durch Ola Henriksson ersetzt zu werden. In der Bandkonstellation Pelander, Hoyles, Ola Henriksson und Jonas Arnesén wurde sodann das Album Firewood aufgenommen. Im Anschluss an die Veröffentlichung schied Arnesén aus der Gruppe aus und wurde durch Fredrik Jansson ersetzt. Nach Veröffentlichung der gemeinsam mit The Sword herausgegebenen Split-EP wurde die Bandbesetzung erneut durch Pelander geändert. Neben ihm blieb Ola Henriksson in der Band. Als Mitmusiker wurden nun mit Tom Jondelius und Simon Solomon zwei Gitarristen geführt, wodurch sich Pelander ausschließlich auf den Gesang konzentrierte. Hinzu kam der neue Schlagzeuger Oscar Johansson. Mit der Veröffentlichung der Single The Outcast hatte sich die Band in ein Trio gewandelt. Pelander übernahm wieder Gitarre und Gesang. Als Bassist brachte sich Tobias Anger ein und als Schlagzeuger stieß Rage Widerberg zur Band.

## Stil
Der Musikstil der Gruppe variiert zwischen klassischen Doom Metal im Stile Pentagrams und Hard Rock. Je nach Veröffentlichung werden weitere Einflüsse der Rockmusik, insbesondere des Psychedelic Rock und des Progressive Rock, ausgemacht.

## Diskografie

### Alben
- 2004: Witchcraft (Rise Above Records)
- 2005: Firewood (Rise Above Records)
- 2007: The Alchemist (Rise Above Records)
- 2012: Legend (Nuclear Blast)
- 2016: Nucleus (Nuclear Blast)
- 2020: Black Metal (Nuclear Blast)
- 2025: Idag (Heavy Psych Sounds)

### EPs
- 2005: Circulus/Witchkraft (Split-EP, Rise Above Records)
- 2007: The Sword/Witchcraft (Split-EP; Kemado Records)

### Singles
- 2002: No Angel or Demon (Primitive Art Records)
- 2006: If Crimson Was Your Colour (Rise Above Records)
- 2012: It’s Not Because of You (Nuclear Blast)
- 2015: The Outcast (Nuclear Blast)